# Copelatus fidschiensis
Copelatus fidschiensis es una especie de escarabajo buceador del género Copelatus, de la subfamilia Copelatinae, en la familia Dytiscidae. Fue descrito por Zimmermann en 1928.